# EA Mobile
EA Mobile es una división de la empresa estadounidense Electronic Arts, dedicada al desarrollo de videojuegos móviles.
El negocio principal de la empresa es el desarrollo de videojuegos para móviles. También ha producido otros tipos de software, tales como tonos para móviles, juegos para otras plataformas, tales como PDA y PC. EA Mobile produce juegos en una amplia variedad de géneros, como lucha, juegos de ingenio, rompecabezas y Deportes. Sus productos más conocidos hasta la fecha incluyen Apex Legends Mobile, FIFA Mobile, Need for Speed: No Limits, juegos de la serie Los Sims, así como un Battlefield Mobile en desarrollo. Existen también versiones móviles de Worms World Party, NFL, NBA, MLB y Tetris. Tienen acuerdos comerciales con todas las compañías de servicios móviles de Estados Unidos, tales como Sprint, Verizon, y AT&T, operadoras en América del Norte y algunas de Europa y de Asia. Posee oficinas en Los Ángeles, Montreal, Londres, Tokio, Hyderabad, Honolulu y Bucarest.

## Historia
JAMDAT Mobile fue fundada por Scott Lahman y Zack Norman, dos exejecutivos de Activision, y Austin Murray en marzo de 2000. A ellos se unió en noviembre de ese mismo año, Mitch Lasky, quien también había trabajado en Activision, más tarde se convertirá en el CEO. JAMDAT hizo pública una oferta de compra de Electronic Arts a finales de 2004.
Las negociaciones terminaron el 9 de diciembre de 2005, día que se anunció JAMDAT iba a ser adquirida por Electronic Arts por 680 millones de dólares. La adquisición se asimiló completamente en todas sus etapas el 14 de febrero de 2006. JAMDAT pasó a llamarse EA Mobile.
En diciembre de 2006, EA Mobile, fue trasladada de su antigua sede, a la de Electronic Arts en Los Ángeles. La fusión de sedes también se dio a nivel mundial.
El 8 de agosto de 2007, se anunció que se unirá a Barry Cottle a EA Mobile como nuevo Sénior Vicepresidente y Mánager General.